# Schistochilopsis
Schistochilopsis là một chi rêu trong họ Jungermanniaceae.